# Гіпотеза справедливого світу
Гіпотеза справедли́вого сві́ту або Омана справедли́вого сві́ту — це когнітивне упередження (або припущення), що дії людини завжди призведуть до морально справедливих та відповідних наслідків для цієї людини таким чином, що врешті-решт всі благородні дії отримають винагороду, а злі та аморальні — будуть покарані. Іншими словами, гіпотеза справедливого світу — це тенденція приписувати наслідки (або очікувати наслідки як результат) деякій вселенській силі, яка відновлює моральний баланс. Омана в тому, що це вимагає (часто ненавмисно) існування космічної справедливості, долі, провидіння, заслуги, стабільності, або світового порядку, та може слугувати для виправдовування людських нещасть на підставі того, що вони того «заслужили».
Прояви цієї гіпотези є і в мові багатьох народів, наприклад у таких висловах, які мають негативний підтекст: «Отримав, на що напрошувався», «Що посієш, те пожнеш» тощо. Цю гіпотезу досить широко вивчають соціальні психологи з того часу, як на початку 1960-х американський соціальних психолог Мелвін Дж. Лернер опублікував свою фундаментальну роботу проявів щодо віри в справедливий світ. З того часу дослідження стосувались здатності гіпотези до передбачення в різних ситуаціях та культурах, а також покращення на розширення теоретичного розуміння віри в справедливих світ.

## Виникнення
Феномен віри у справедливий світ досліджувався багатьма філософами та соціальними теоретиками. Але проникнення у царину досліджень соціальної психології відбулося завдяки роботам М.Лернера.

### Мелвін Лернер
Лернера підштовхнуло до вивчення віри у справедливість і гіпотези справедливого світу в контексті соціально-психологічного дослідження негативних соціальних та суспільних взаємодій бажання розширити дослідження Стенлі Мілґрема щодо підкоряння авторитету. Він хотів відповісти на питання, як політичні режими, які спричиняють жорстокість та страждання, утримують підтримку населення, та як люди змиряються та приймають соціальні норми та закони, які створюють нещастя та страждання.
На дослідження Лернера вплинуло те, що він неодноразово спостерігав тенденцію свідків до звинувачення жертви в її стражданнях. Протягом своєї психологічної інтернатури в клініці, він спостерігав, як його колеги-медичні працівники ставились до психічно-нездорових пацієнтів: хоча він їх знав як добрих та освічених людей, вони часто звинувачували пацієнтів у їх стражданнях. Він також описує своє здивування від того, що почув, як його студенти звинувачували бідних у їх бідності, наче їм абсолютно невідомі сили суспільної структури, які сприяють виникненню бідності. У своєму дослідженні щодо винагород, він спостерігав, що коли одна чи дві людини обиралися випадковим чином для отримання винагороди за завдання, спостерігачі сприймали цих людей ліпше, навіть коли вони знали, що люди були обрані для винагороди випадковим шляхом. Наявні соціально-психологічні теорії, включно з когнітивним дисонансом, не могли повністю пояснити цей феномен, і саме бажання Лернера його пояснити привело його до перших експериментів щодо того, що зараз зветься «гіпотеза справедливого світу».

## Ранні свідчення
В 1966 році, Лернер та його колеги почали серію експериментів, які використовували шокові парадигми для дослідження реакцій свідків на віктімізацію. В першому з тих експериментів, який проводився в Канзаському університеті, 72 жінок попросили дивитися на те, як така сама жінка отримувала електричний шок за різних умов. Спочатку учасниці експерименту були стурбовані стражданням, яке спостерігали. Але коли страждання продовжувалися, а спостерігачі не мали можливості втрутитися, вони відсторонювалися від жертви. Але коли свідкам казали, що жертва отримає компенсацію за свої страждання, ставлення свідків поверталося до норми. Лернер та його колеги, а також і інші дослідники, відтворили результати цього експерименту у подальших експериментах.

## Теорія
Для пояснення результатів цих досліджень, Лернер висунув теорію, що серед людей поширена віра у справедливий світ. Справедливий світ — це світ, де дії та стани мають передбачувані та належні наслідки. Цими діями і станами як правило є поведінка та якості людини. Специфічні стани, які відповідають певним наслідкам, соціально визначені нормами та ідеологіями суспільства. Лернер визначає віру у справедливий світ як функціональну — вона підтримує ідею, що людина може впливати на світ передбачуваним шляхом. Віра у справедливий світ функціонує як певний «контракт» зі світом стосовно наслідків поведінки. Це дозволяє людям планувати майбутнє та діяти ефективно та з метою досягнення цілі. Лернер виклав свої знахідки та теоретичну роботу в своїй монографії 1980 року «Віра у справедливий світ: Фундаментальна омана».
Лернер висунув гіпотезу, що віра у справедливий світ критично важлива для людей для підтримки свого власного благополуччя. Але людина щоденно стикається зі свідченнями, що світ не є справедливим: люди страждають без очевидної причини. Лернер пояснив, що люди використовують стратегії для усунення загроз своїй вірі у справедливий світ. І ці стратегії можуть бути раціональними або ірраціональними. Раціональні стратегії включають: визнання реальності несправедливості, намагання зашкодити несправедливості або надати відшкодування, та прийняття власних обмежень. Нераціональні стратегії включають: заперечення, відхід від світу, та реінтерпретації події.
Є декілька напрямків реінтерпретації, які можуть узгодити подію з вірою у справедливий світ. Можна реінтерпретувати наслідки, причину та /або характер жертви. Коли людина спостерігає за несправедливим стражданням невинних людей, одним з головних шляхів до розуміння події є таке трактування, за якого страждання людини виглядає заслуженими. Зокрема, свідки можуть звинуватити жертв у їхніх стражданнях на підставі їхньої поведінки та/або характеристик. Значна частина досліджень віри у справедливий світ зосереджувалась на цих негативних соціальних феноменах звинувачення жертви та приниження жертви в різних контекстах.
Додатковим ефектом такого мислення є те, що люди відчувають менше особистої вразливості, оскільки вони не вірять, що зробили щось погане і заслуговують на негативні наслідки. Цей ефект пов'язаний з упередженням корисливості, яке також вивчається соціальними психологами.
Значна кількість науковців інтерпретує віру у справедливий світ як приклад каузальної атрибуції. При звинуваченні жертв, причини віктімізації приписуються людині, а не ситуації. Тому, наслідки віри у справедливий світ можуть бути пов'язані з або пояснені в термінах окремих структур каузальної атрибуції.

## Альтернативні пояснення феномену

### Правдиве судження
Інші дослідники запропонували альтернативні пояснення приниженню жертв. Одним з них було, що ефект приниження базується на точному сприйнятті характеру жертви. Зокрема, щодо перших експериментів Лернера, деякі дослідники висували гіпотезу, що для свідків було логічно принижувати жертву, яка дозволяла бити себе електричним струмом без причини. Однак наступний експеримент Лернера піддав сумніву цю гіпотезу, бо показав, що приниженню були піддані лише ті жертви, які дійсно страждали, а ті, хто погодився на страждання, але не був підданий струму, — розглядались позитивно.

### Зменшення почуття провини
Іншим альтернативним поясненням для приниження жертв, яке висувалось на початку дослідження гіпотези справедливого світу було те, що свідки принижують жертву для зменшення свого власного почуття провини. Свідки можуть відчувати відповідальність або провину, за страждання жертви, якщо вони є учасниками ситуації або експерименту, і для зменшення провини, можуть принижувати жертву. Лернер та колеги стверджують, що для підтримки цього пояснення недостатньо доказів. Вони також провели експеримент, який засвідчив, що приниження жертви відбувалось навіть коли свідки (спостерігачі) не були залучені до експерименту, а отже не мали причини відчувати провину.

## Додаткові свідчення
Після перших досліджень Лернера, інші дослідники відтворили ці результати в інших ситуаціях, в яких люди стають жертвами. Ця робота, яка розпочалась в 1970-ті і триває досі, досліджує, як спостерігачі реагують на жертв різних нещасних випадків (наприклад, ДТП), а також зґвалтування, насильство в сім'ї, хвороби, бідність. В цілому, науковці визначили, що свідки страждань невинної людини мають тенденцію принижувати та звинувачувати жертв за їх страждання. Свідки підтримують свою віру у справедливий світ шляхом зміни свого знання про характер жертви.
На початку 1970-х, соціальні психологи Зік Рубін та Летісія Енн Пепло розробили шкалу виміру віри у справедливий світ. Ця шкала та її уточнена форма, опублікована в 1975 році, дозволили вивчення індивідуальних особливостей віри у справедливий світ. І більшість подальших досліджень з цього питання використовували цю шкалу виміру.

### Насильство
Науковці вивчали, як свідки реагують на жертв зґвалтування та іншого насильства. У вагомому експерименті щодо зґвалтування і віри у справедливий світ, здійсненому Ліндою Калі та її колегами, науковці надавали двом групам учасникам опис спілкування чоловіка та жінки. Опис був абсолютно однаковий крім кінцівки: в тексті для однієї групи вона була нейтральною, а для другої — закінчувалась зґвалтуванням жінки чоловіком. Учасники другої групи зазначили, що зґвалтування в кінці було неминучим і звинуватили поведінку жінки, але не її характеристики. Ці результати багаторазово підтверджені, в тому числі дослідами, де використовувалось насильницьке закінчення проти «щасливого» (освідчення).
Інші дослідники отримали схожий феномен в оцінці сімейного насилля. Так, одне з досліджень виявило, що покладання свідком (спостерігачем) провини на жертву-жінку зростає по мірі збільшення інтимності стосунків — свідки покладали вину на лиходія лише в найбільш сильному випадку насильства, коли чоловік напав на просто знайому жінку.

### Цькування
Науковці застосували гіпотезу справедливого світу і для пояснення цькування. З урахуванням інших досліджень щодо віри у справедливий світ, дослідники виходили з припущення, що свідки будуть принижувати та винуватити жертву цькування, однак дослідження показали протилежне: особи, які сильно вірять в справедливий світ, сильніше засуджують цькування. Інші дослідники дійшли висновку, що сильна віра у справедливий світ асоціюється з нижчими рівнями залякувальної поведінки. Цей висновок відповідає розумінню Лернера, що віра у справедливий світ функціонує як «контракт», який управляє поведінкою. Є також додаткові докази, що віра у справедливий світ захищає добре становище дітей та підлітків у шкільному середовищі,.

### Хвороба
Ряд науковців дійшов висновку, що спостерігачі оцінюють хворих людей як відповідальних за свою хворобу. В одному з експериментів, людей, які хворіли на різні хвороби, принижували за шкалою привабливості більше, ніж здорових людей: у порівнянні зі здоровими людьми, приниження жертви спостерігалось по відношенню до хворих розлад шлунку, пневмонію та рак шлунку. Більш того, приниження було тим більше, чим серйозніша хвороба, за виключенням раку. Також дослідження підтверджують, що більша віра у справедливий світ пов'язана з більшим приниженням жертв СНІДу.

### Бідність
У більш недавніх дослідженнях, науковці вивчали, як люди реагують на бідність крізь фокус гіпотези справедливого світу. Сильна віра у справедливий світ асоціюється зі звинуваченнями бідних у бідності, а слабка віра — зі здатністю бачити зовнішні причини бідності, включно з світовою економічною системою, війною та експлуатацією.

### Сам як жертва
Деякі дослідження віри у справедливий світ вивчали, яка люди реагують, коли вони самі є жертвами. Давнє дослідження доктора Янофа-Булмана показало, що жертви зґвалтування часто звинувачують свою власну поведінку, але не свої характеристики, у своїй віктімізації. Була висунута гіпотеза, що причиною цього є те, що звинувачення власної поведінки робить подію більш контрольованою.
Дослідження жертв насильства, хвороби, бідності та інші, схожі на них, — всі підтверджували зв'язок між вірою спостерігачів у справедливий світ та їх тенденцією звинувачувати жертв у їх стражданнях., що привело до широкого сприйняття гіпотези справедливого світу.

## Теоретичне покращення
Наступна робота щодо оцінки віри у справедливий світ фокусувались на ідентифікації різних вимірів цієї віри. Ця робота мала наслідком розробку нових вимірів віри у справедливий світ та додаткове дослідження. Прогнозовані виміри віри у справедливий світ включають: віру у несправедливий світ, віру у імманентну справедливість та кінцеву справедливість, надію на справедливість, та віру у свою здатність зменшити несправедливість.
Інша робота фокусувалась на дослідженні різних сфер, де може діяти віра у справедливий світ; люди можуть мати різну віру у справедливість в особистій, соціально-політичній, соціальній сферах тощо. Найбільш значуща різниця була виявлена між вірою у справедливий світ для себе (особисте) та для інших (загальне). При чому переша була пов'язна з ліпшими наслідками для психічного здоров'я.

## Кореляти
Науковці використали механізми виміру віри у справедливий світ для дослідження понять, які корелюють з сильною або слабкою вірою у справедливий світ.
Обмежена кількість досліджень вивчала ідеологічні кореляти віри у справедливий світ. Ці дослідження встановили соціально-політичні кореляти віри у справедливий світ, включно з правим авторитаризмом та протестантською робочою етикою. Дослідження також встановили, що віра у справедливий світ корелює з аспектами релігійності.
Натомість, дослідження демографічних відмінностей, яка проводились в США, включно з ґендерними та расовими відмінностями, не встановили систематичної різниці, але натякають на расові відмінності в тому сенсі, що афроамериканці мають найнижчі рівні віри у справедливий світ.
Розвиток механізмів виміру віри у справедливий світ дозволив науковцям вивчати крос-культурні відмінності такої віри. Переважна більшість досліджень показує, що віра у справедливий світ присутня у різних культурах. Так, одне з досліджень вивчало віру у справедливий світ у студентів 12 країн і встановило, що у країнах, де більшість населення безвладне, віра у справедливий світ як правило слабша. Це підтримує гіпотезу у справедливий світ у тому сенсі, що безвладні люди мали більше персонального та соціального досвіду, щоб переконатися, що світ не є справедливим та передбачуваним.

## Поточні дослідження

### Позитивний ефект на психічне здоров'я
Хоча більшість початкового вивчення віри у справедливий світ фокусувалась на її негативних соціальних наслідках, інші дослідження припускають, що така віра є доброю і навіть необхідною для психічного здоров'я. Віра у справедливий світ асоціюється з кращим задоволенням життям та добрим станом і меншим впливом депресії. Науковці активно досліджують причини, за якими віра у справедливий світ може мати такі відносини з психічним здоров'ям; було зроблено припущення, що така віра може бути особистим ресурсом або стратегією виживання, які створюють бар'єри стресу щоденного життя та стресу від травматичних подій. Ця гіпотеза припускає, що віру у справедливий світ можна розуміти як позитивну ілюзію.
Дослідження корелятів також вказують на те, що віра у справедливий світ корелює з внутрішнім локусом контролю, — сильна віра людини у справедливий світ асоціюється з більшим сприйняттям та меншою незадоволеністю негативними аспектами життя цієї людини. Це може бути одним з шляхів, як ця віра впливає на психічне здоров'я. Однак інші науковці припустили, що цей зв'язок правдивий лише для віри у справедливий світ по відношенню до себе, а от віра у справедливий світ по відношенню до інших, згідно їх досліджень, пов'язана з негативними соціальними феноменами звинувачення та приниження жертв.

### Міжнародні дослідження
Більше ніж через 40 років після основоположної роботи Лернера про віру у справедливий світ, науковці продовжують досліджувати цей феномен. На сьогодні робота зосереджена переважно в США, Європі, Австралії та Азії. Суттєвий вкладу нещодавні дослідження внесли німецькі вчені. Їх робота була видана під редакцією Лернера та назвою Реакції на віктімізацію та віра у справедливий світ.